# Juan Eulogio Barra
Juan Eulogio Barra es una localidad argentina del partido de Adolfo Gonzales Chaves, en la provincia de Buenos Aires.

## Toponimia
Su nombre recuerda a Juan Eulogio Barra, (1832-1904) jurisconsulto y hacendado, dueño de las tierras donde se levantó la estación ferroviaria en 1912 que funcionó hasta octubre de 1977.

## Historia
Tiene como fecha de fundación el 2 de marzo de 1909.Al erigirse la estación de FFCC, se constituye en punta de riel, funcionando allí talleres de reparación ferroviaria, lo cual sumado al movimiento ferroviario multiplicaron la importancia de todas las actividades de una población que alcanzó los mil habitantes.-

## Población
Cuenta con 293 habitantes (Indec, 2022), lo que representa un descenso del 16% frente a los 212 habitantes (Indec, 2010) del censo anterior.
| Gráfica de evolución demográfica de Juan Eulogio Barra entre 1991 y 2022 |
|                                                                          |
| Fuente: Censos nacionales del INDEC                                      |

## Educación
El jardín de infantes N.º 904,la Escuela Primaria N.º 5 José M.Estrada, el Taller Hogar Agrícola, proveen educación preescolar y primaria. La biblioteca popular Alfredo Bellese complementa el panorama educativo.

## Deporte y rradición
De destacable convocatoria es el Club Deportivo Juan Eulogio Barra, mientras que el Centro Fortín Mapuche organiza anualmente una fiesta tradicionalista de alcances regionales.